# Victor Aaron
Pour les articles homonymes, voir Aaron.
Victor Aaron (né le 11 septembre 1956 et mort le 4 septembre 1996 dans accident de la route) est un acteur américain.

## Biographie
Victor Aaron a été la voix du personnage de John Redcorn dans Les Rois du Texas (doublage repris par Jonathan Joss pour la saison 2, qui suivit son décès). L'épisode The order of the Straight Arrow est dédié à sa mémoire.

## Filmographie
- 1993 : Geronimo (Geronimo: An American Legend) : Ulzana
- 1994 : Silent Fury
- 1994 : A Perry Mason Mystery: The Case of the Grimacing Governor (TV) : John Sleepwater
- 1996 : Lonesome Dove : Les Jeunes Années (Dead Man's Walk) (feuilleton TV) : Gomez
- 1996 : The Sunchaser de Michael Cimino : Webster Skyhorse
- 1996 : Crazy Horse, le plus grand d'entre nous (en) (Crazy Horse) (TV) : Touch the Clouds
- 1996 : À l'épreuve des balles (Bulletproof) : Hispanic Man